# Storängsudds naturreservat
Storängsudd är ett naturreservat i Värmdö kommun i Stockholms skärgård. Det utgörs av en udde i östra delen av Baggensfjärden. Storängsudd är sedan 1936 naturreservat och därmed kommunens äldsta.

## Historik
Bildandet av Storängsudds naturreservat går tillbaka på ett initiativ av dåvarande markägaren Sten Westerberg, som även ägde den närbelägna gården Beatelund. Han önskade att Storängsuddens skärgårdslandskap skulle förbli orört och menade: "Om också hela skärgården bleve exploaterad och nedskräpad så vill jag att Stockholmarna ändå ha något minne av hur vacker deras skärgård en gång var". Så bildades den 29 oktober 1936 Storängsudds naturreservat som omfattar knappt 11 hektar mark och är kommunens äldsta naturreservat.

## Beskrivning
Reservatet omfattar halvön Storängsudd som omges av Baggensfjärden. Runt reservatet går den cirka en kilometer långa Storängsuddsleden. Inom reservatet ligger två fornlämningsområden. Det ena med 25 fornlämningar består av en gravhög och omkring 17 runda stensättningar samt fem rektangulära stensättningar. Det andra innehåller bland annat lämningar efter så kallade ryssugnar som härrör från Rysshärjningarna 1719 då Beatelund brändes ner.
Området brukades under historisk tid som ängsmark till gårdarna Stora och Lilla Kårnäs (föregångarna till Beatelund) och senare under godset Beatelund. På våren breder en matta av vitsippor ut sig under Storängsudds ekar och i skogsbrynet i söder växer den schackrutiga kungsängsliljan.

## Syftet
Syftet med Storängsudds naturreservat är enligt kommunen "att bevara och genom erforderliga skötselåtgärder vårda ett av de få kvarvarande områden som bär spår av äldre tiders lövängsbruk i skärgården. Gravarna skall vårdas och skyddas från åverkan. Områdets värde för det rörliga friluftslivet skall tillvaratas".

## Bilder

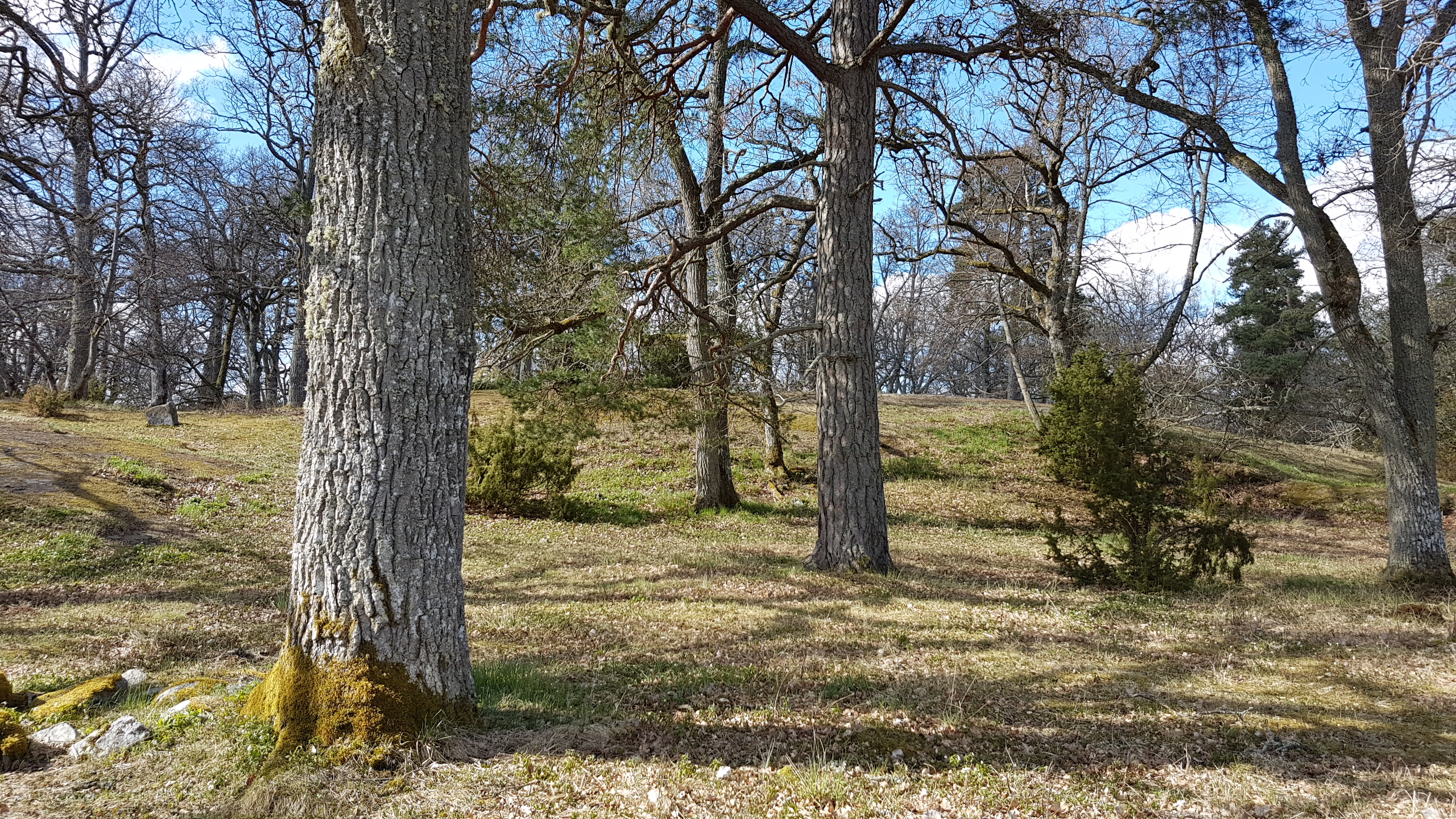
På reservatets höjdparti.
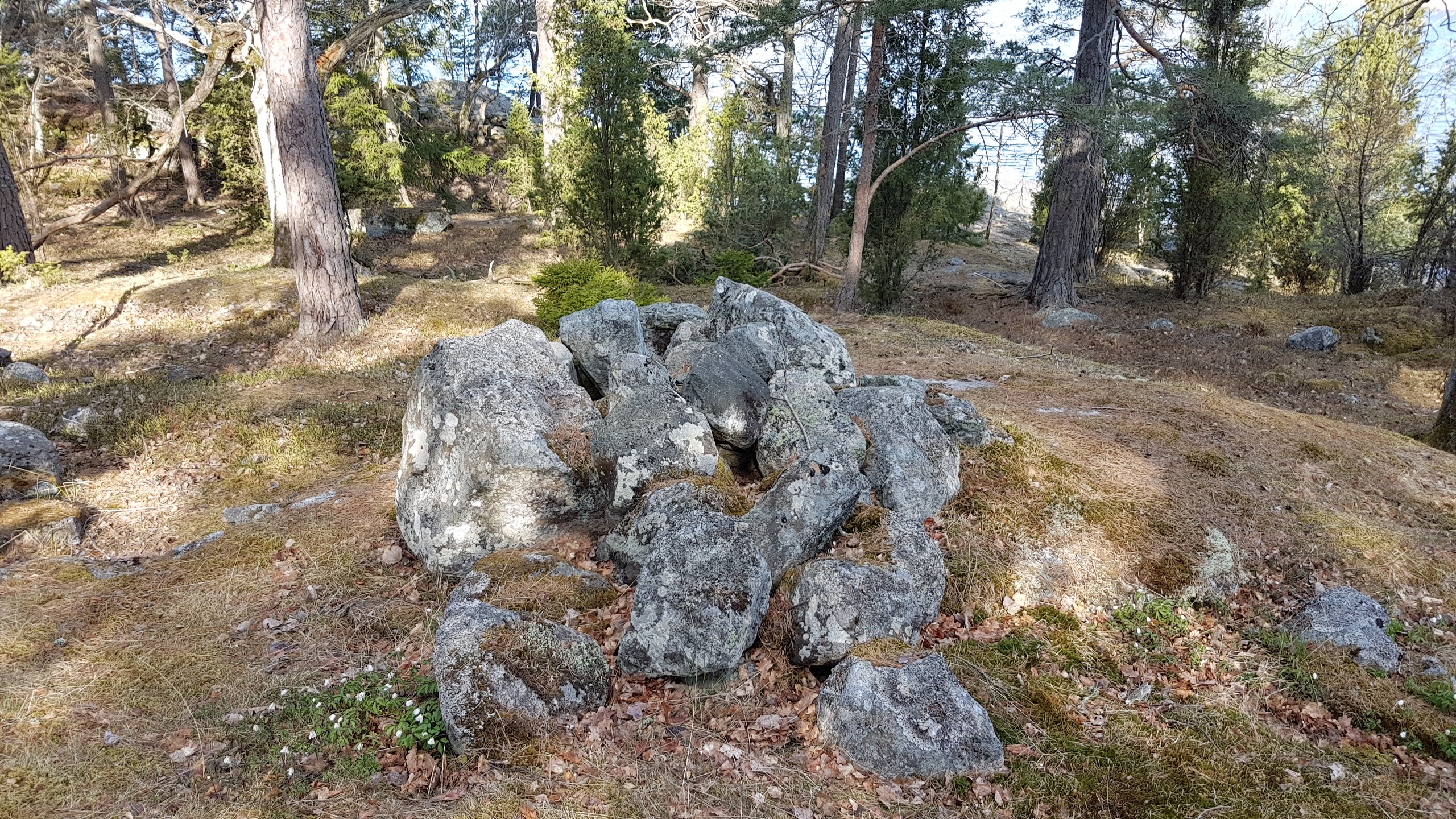
Lämning efter en ryssugn.
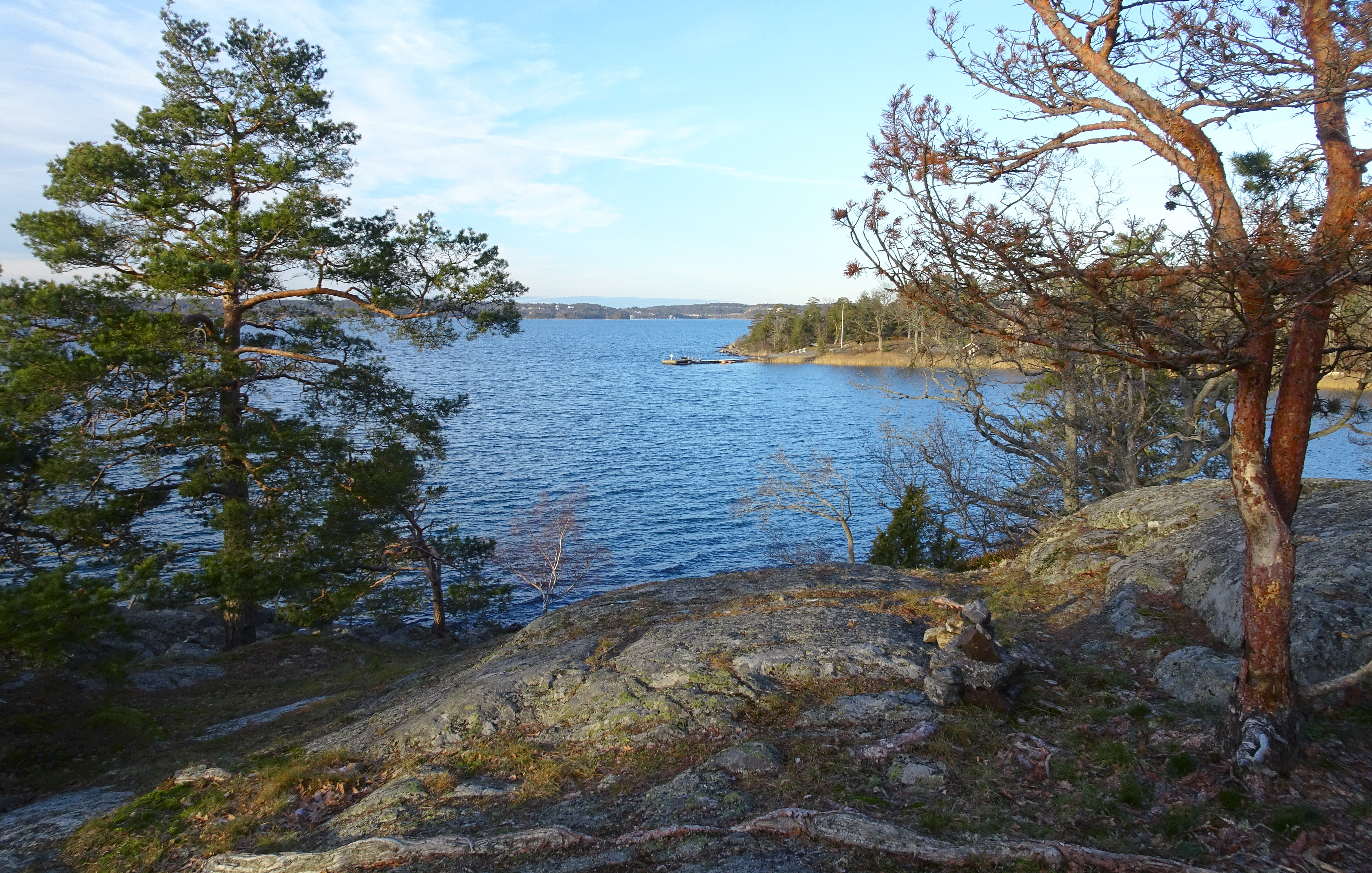
Baggensfjärden och Baggensnäs.
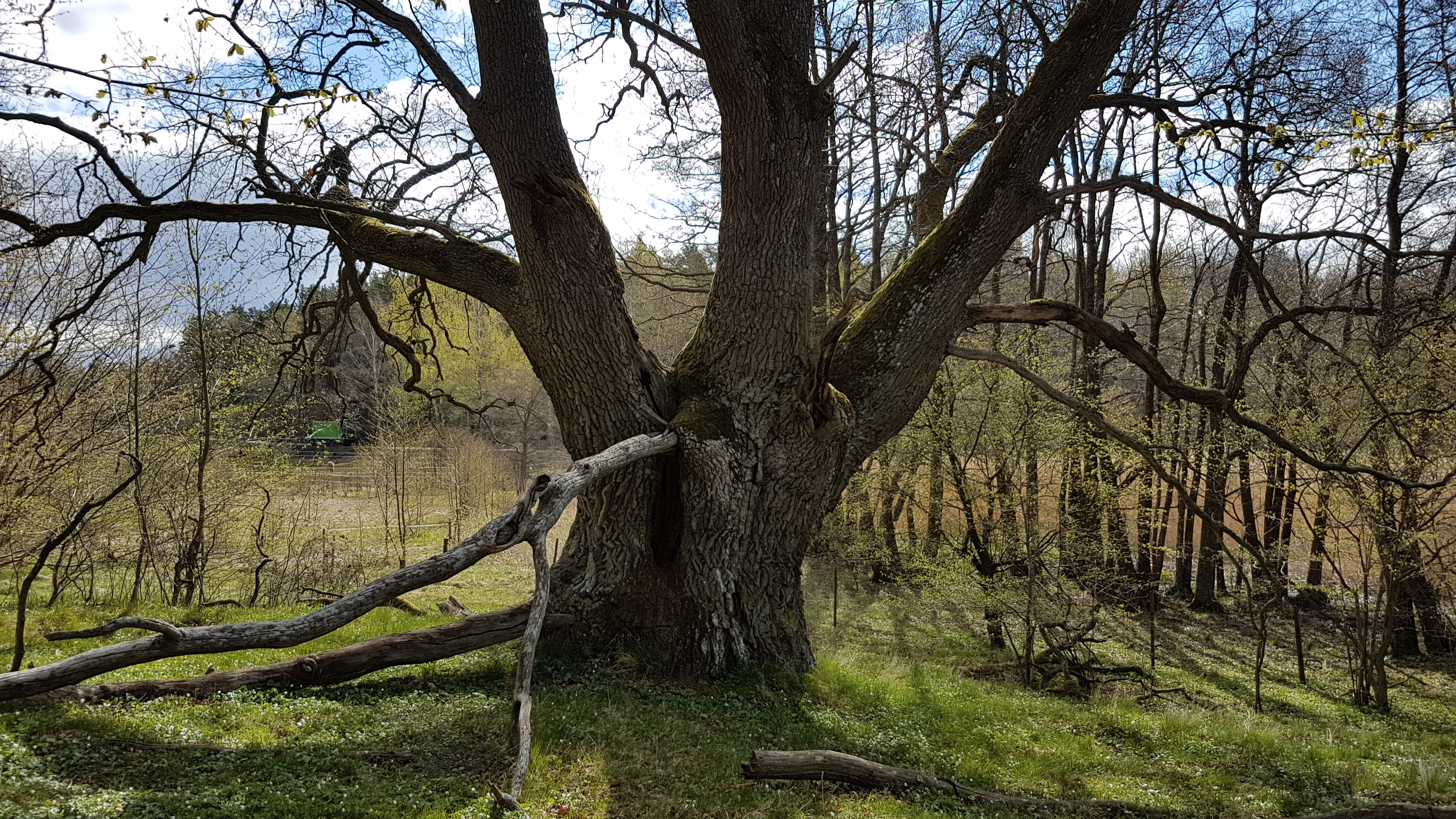
En av Storängsuddens ekar.
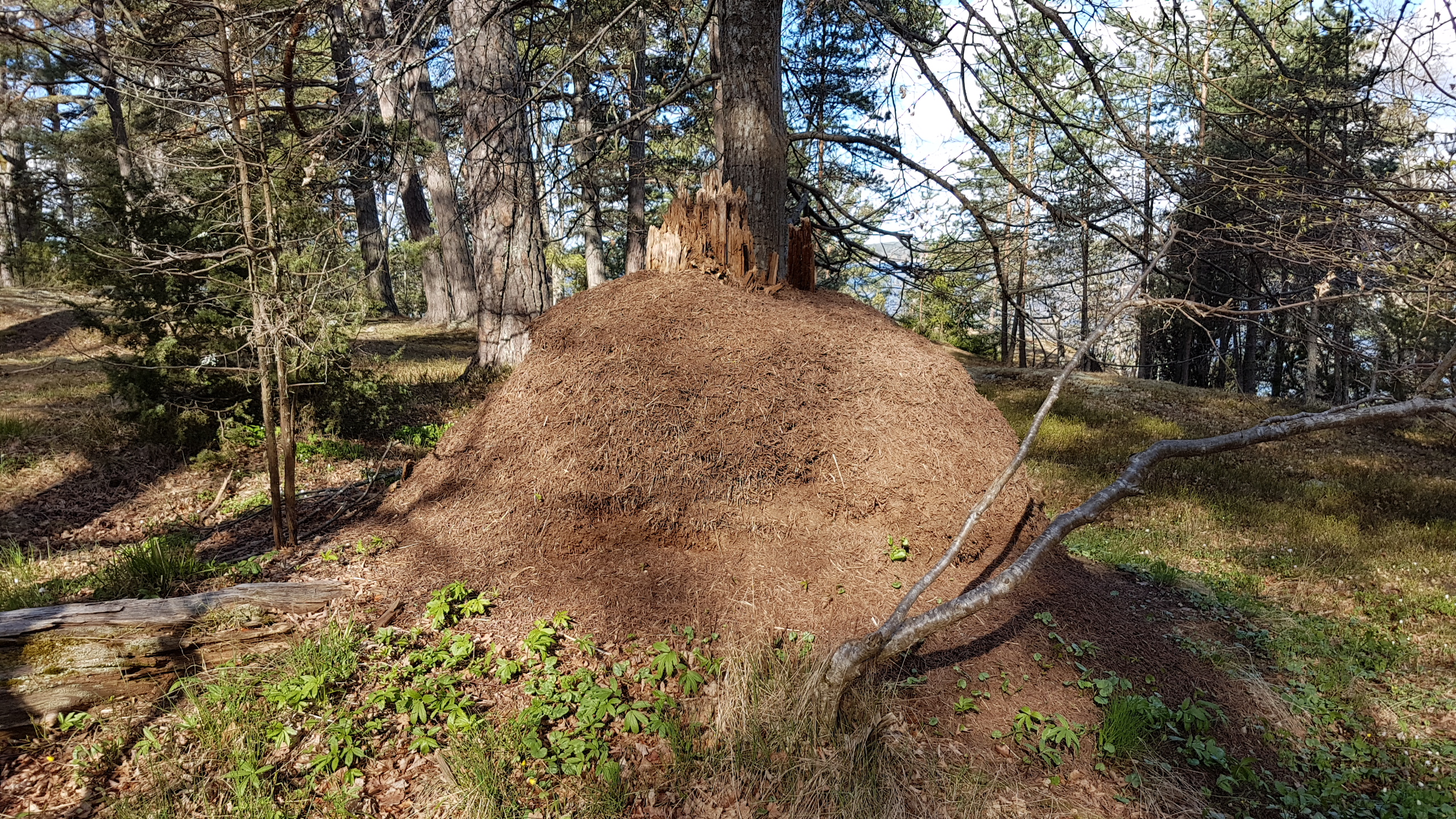
Stor myrstack.
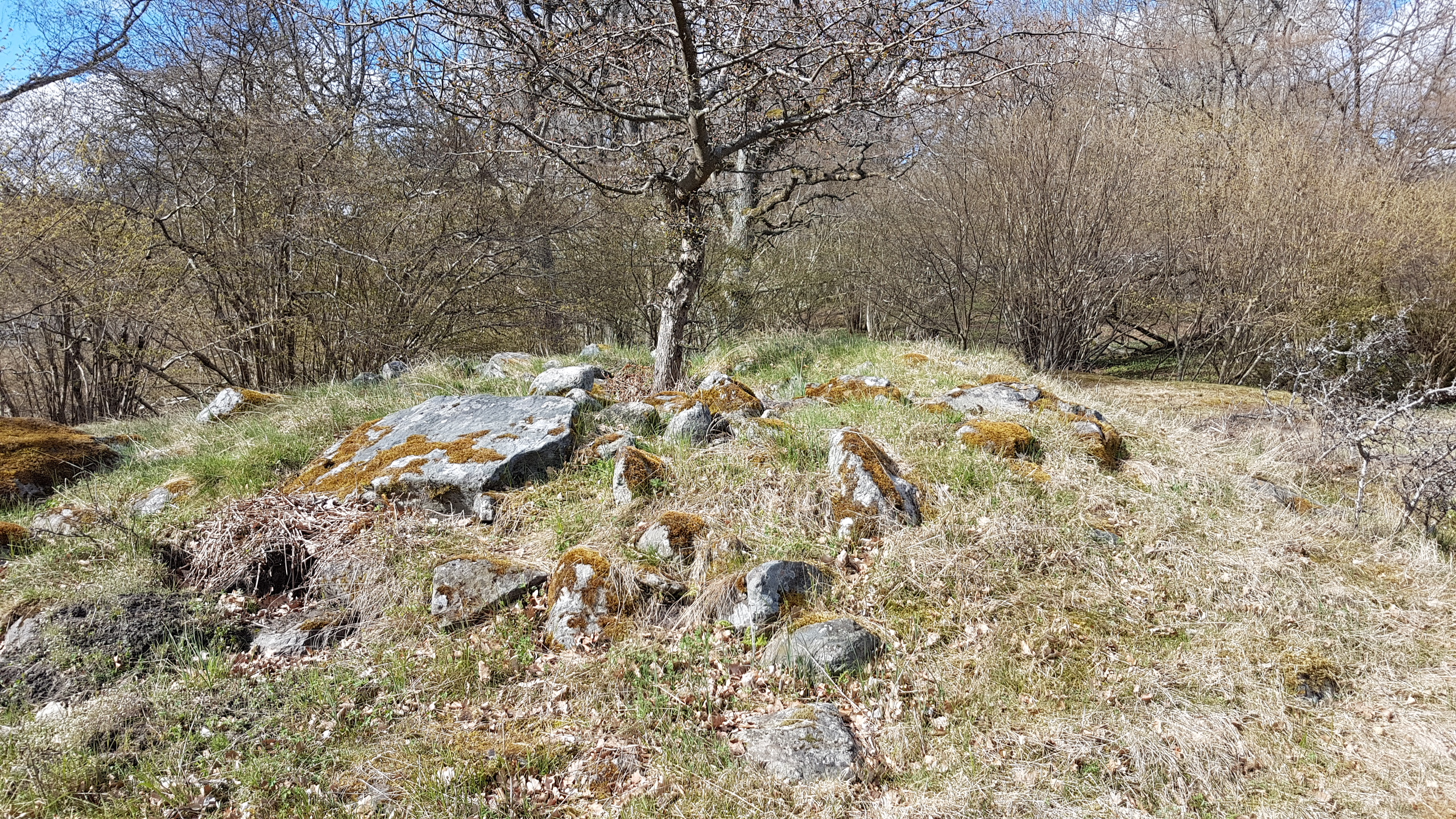
Stensättning RAÄ-nummer Ingarö 29:1.